# Bernhard Stamm
Bernhard Stamm (* 24. November 1920 in Thayngen; † 1. März 2007 ebenda, reformiert, heimatberechtigt in Thayngen) war ein Schweizer Politiker (FDP).

## Biografie
Bernhard Stamm, Sohn des Landwirts, Gemeindepräsidenten und Oberrichters Johann Martin Stamm und der Anna geborene Keller, Maturant am Schaffhauser Gymnasium, Absolvent des Lehrerseminars in Schaffhausen, unterrichtete als Primarlehrer von 1945 bis 1947 in Hemishofen, anschliessend bis 1960 in Thayngen.
Bernhard Stamm – er heiratete 1949 Hedi, die Tochter des Metzgermeisters Fritz Burkhalter – verstarb am 1. März 2007 im Alter von 86 Jahren in Thayngen.

## Politischer Werdegang
Bernhard Stamm – er trat 1948 der FDP bei – amtierte von 1949 bis 1956 als Einwohnerrat sowie von 1957, nachdem er sich in einer harten Kampfwahl durchgesetzt hatte, bis 1970 als Gemeindepräsident von Thayngen.
Am 1. Januar 1961 wurde Stamm in den Grossen Rat gewählt und dort 1965 in die Staatswirtschaftliche Kommission abgeordnet. Im März 1967 wurde Stamm Oberrichter, was am 30. Juni 1967 zu seinem Ausscheiden aus dem Parlament führte. 1970 erfolgte Stamms Wahl in den Schaffhauser Regierungsrat, wo er die damalige Erziehungs-, Militär- und bis 1974 auch die Gewerbedirektion übernahm. 1984 trat Stamm als Regierungsrat zurück.
Als Gemeindepräsident prägte Bernhard Stamm den Wandel Thayngens vom Bauerndorf zur Industriegemeinde. Als Regierungsrat initiierte er wichtige Reformen im Erziehungswesen, unter anderem 1982 die Totalrevision des Schulgesetzes aus dem Jahr 1925.